# Mohamed Said Fofana
Mohamed Said Fofana (sinh năm 1952) là chính trị gia Guinée. Ông được Tổng thống Alpha Condé bổ nhiệm chức Thủ tướng và nhậm chức vào ngày 24 tháng 12 năm 2010. Trước đây, ông là giám đốc nghiên cứu kinh tế tại Bộ Thương mại.